# Pistiembre todo el año (album de Carín León)
 (décembre 2021).
Pistiembre todo el año est un album de Carín León, enregistré à la Hacienda Las Minitas, à Hermosillo, et publié le 17 décembre 2021. L'album comprend 22 plages, 11 sont des duos des invités, 10 interprétés par Carín León et son groupe, et un pot-pourri.

## Invités
- Chicho Castro y Sus Alia2.
- Chuy Lizarraga y Su Banda Tierra Sinaloense.
- Don Zares.
- El Coyote Y Su Banda Tierra Santa.
- El Mimoso Luis Antonio López (Me vale madre).
- Joel Elizalde (Canijas viejas).
- Jovanny Cadena Y Su Estilo Privado (Quien aguanta a quien, Moscas en la casa).
- Kanales.
- Los Tepokas (Mi humilde imperio).
- Mario "El Cachorro" Delgado.
- La banda « Corona Del Rey », de Mazatlan Sinaloa, accompagne les titres enregistrés en style Banda de Sinaloa[3].

## Sources
- (es) Blanca Esther Martínez de la Garza (La Chicuela), « Carin Leon lanza “Pistiembre todo el año” un álbum para celebrar » [html], sur La Chicuela, Monterrey, 17 décembre 2021.
- (es) Juan K LiBre, « "Pistiembre todo el año" el nuevo disco de Carin León » [html], sur El Enfoque, El Enfoque, Bogotá, Colombia., Ediciones El Enfoque, 19 décembre 2021.
- (es) Fernando E., « Carin León lanza su álbum 'Pistiembre todo el Año" para celebrar el mes de diciembre » [html], sur Bandanews, Bandamax, Ciudad de México, Televisa, S.A. de C.V., 17 décembre 2021.
- (es) Tropicana, « Carín León lanzó ‘Pistiembre todo el año’, nuevo disco con el que cierra el 2021 » [html], sur Tropicana FM, Tropicana, Bogotá, Colombia., Caracol S.A. - Grupo Prisa Radio, 17 décembre 2021.
- (es) Redacción - LaVibrante.COM, « Carin León lanza su nuevo disco titulado ‘Pistiembre Todo El Año’ » [html], sur LaVibrante.com, Barranquilla, Colombie, LaVibrante.COM, 22 décembre 2021.
- (es) José Angel Ledezma Quintero, -, Mazatlan, El Coyote, 25 décembre 2021 (« Confié en un Supuesto Amigo y Me Salió con Una Traición, Aquí en el Video se los Explicó. »).
- (es) Tamarindo Javier Gonzalez Rodriguez, -, Phoenix, Tamarindo Rekordsz, 30 décembre 2021 (« Aclarando "traiciones" en HONOR A LA VERDAD... »).
- (es) Goyito El Toro Fuentes, -, 27 juin 2019 (« El Dia Que Me Valla »).
- (es) Salwa Yordi, « Carin Leon lanza "Pistiembre todo el año"un álbum para celebrar », sur Farandula Texas, Austin, 17 décembre 2021.
- (es) Claudia Peralta, « Carín León lanza el álbum ‘Pistiembre todo el año’ » [html], sur ClaudiaPeralta.com, Culiacán, Sinaloa, 18 décembre 2021.
- (es) Rumbera Network FM, « Carin León presenta su album “Pistiembre Todo el año” » [html], Caracas, Venezuela, Circuito Rumbera Network, 18 décembre 2021.
- (es) Bolivar Feijoo, « Carin Leon lanza su álbum “Pistiembre Todo El Año” » [html], Wow La Revista, Miami, WOW La Revista, 17 décembre 2022.